# È stata tua la colpa
 È stata tua la colpa è un brano musicale composto e interpretato da Edoardo Bennato, contenuto nell'album Burattino senza fili del 1977.

## Testo e significato
(Edoardo Bennato)
Il testo delle canzoni pubblicate nel concept album è ispirato a Le avventure di Pinocchio di Carlo Collodi. 
È stata tua la colpa è il brano musicale di apertura dell'album e contiene la chiave di lettura, dell'artista partenopeo, dell'opera di Collodi.
Nel brano si rimprovera a Pinocchio la scelta di abbandonare il mondo privo di pensieri e responsabilità di quando era un burattino. Adesso, come persona in carne e ossa, non è più libero. Ora deve sottostare all’omologazione dei comportamenti, quindi al condizionamento della normalità della maggioranza e quindi destinato a diventare uno come tanti.

## Musicisti

### Versione in studio suBurattino senza fili
- Edoardo Bennato – voce, chitarra 12 corde, armonica
- Tony Di Mauro – chitarra 6 corde
- Gigi De Rienzo – basso
- Tony Esposito – batteria, percussioni